# Горки (на реке Черёмуха)
Это статья о деревне, стоящей на реке Черёмухе и обслуживаемой почтовым отделением в Сретенье, в документах администрации она обозначается как Горки (22 км), чтобы отличить от другой деревни с этим названием в том же сельском округе, другая деревня стоит на Иоде, притоке Черёмухи, обслуживается почтой Семенники и в документах администрации обозначается как Горки (24 км).
Го́рки (22 км) — деревня в Михайловском сельском округе Волжского сельского поселения Рыбинского района Ярославской области .
Небольшая деревня расположена на правом берегу реки Черёмуха. Деревня стоит на расстоянии 600—700 м к западу и ниже по течению от Чудиново, конечной станции автобусных маршрутов из Рыбинска и последней по правому берегу реки деревни Волжского сельского поселения. Деревня Горки стоит на выступающей части излучины реки, мимо неё проходит проходит просёлочная дорога по правому берегу из Чудиново вниз по течению на Ромашково .
Деревня Горки указана на плане Генерального межевания Рыбинского уезда 1792 года.
На 1 января 2007 года в деревне числилось 5 постоянных жителей . Почтовое отделение, расположенное в селе Сретенье, обслуживает в деревне Горки 7 домов .